# Невероятные приключения Уоллеса и Громита: Дело о хлебе и смерти
Уоллес и Громит: Дело о хлебе и смерти — короткометражный анимационный фильм из серии «Невероятных приключений Уоллеса и Громита». До этого были сняты три короткометражные ленты и одна полнометражная. Режиссёр и исполнительный продюсер Ник Парк приступил к созданию фильма в феврале 2008 года, а премьерный показ состоялся в Великобритании 25 декабря 2008 года, на Рождество.

## Краткое содержание
Уоллес и Громит открывают новое дело: пекарню. Как всегда, Уоллес максимально автоматизирует процесс, весь дом напичкан его изобретениями. Все было бы хорошо, если бы не одно обстоятельство: таинственным образом всех пекарей начинают убивать. Убито уже 12 пекарей.
Уоллес знакомится и влюбляется в нового персонажа, в Пиеллу Беквил. Пиелла представляется Уоллесу как поклонница пекарного мастерства. Громит узнает тайну Пиеллы — она на самом деле «серийная убийца пекарей», и ей нужна последняя тринадцатая жертва. А всё дело в том, что раньше она была стройной и могла летать на воздушных шарах (а также работать в модельном бизнесе), но сильно располнела из-за пристрастия к булочкам и не могла летать (также потеряла работу модели). Она обозлилась на пекарей и плоды их трудов. Сначала она очаровывала пекарей, а потом убивала их. Громит пытается объяснить всё Уоллесу, но Уоллес ослеплён влюблённостью.
Как обычно, в конце фильмов об Уоллесе и Громите, наступает очень активная развязка: Пиелла пытается убить Уоллеса, а Громит и Уоллес находят изобретательные способы спастись, в чём им помогает собачка Пиеллы Флаффлз, в которую в конце концов влюбляется Громит.

## Награды
На проходившем в октябре 2009 года в Ереване международном открытом анимационном кинофестивале «РеАнимания» был признан лучшим короткометражным фильмом.